# Myristica salomonensis
Myristica salomonensis är en tvåhjärtbladig växtart som beskrevs av Otto Warburg. Myristica salomonensis ingår i släktet Myristica och familjen Myristicaceae. Inga underarter finns listade i Catalogue of Life.